# Matthias Wemhoff
Matthias Wemhoff (Münster, 9 de mayo de 1964) es un arqueólogo medieval alemán, Director del Museo de Historia e Historia Contemporánea de los Museos Nacionales de Berlín y de la región Preußischer Kulturbesitz, y Landesarchäologe de Berlín.

## Obra
Wemhoff es conocido en todo el país por sus exposiciones. En 1999, junto con Christoph Stiegemann del Museo Diocesano de Paderborn, organizó las exposiciones 799 - Arte y cultura de la época carolingia y, en 2006, Canossa - El mundo al revés.  A estas exposiciones siguieron en Berlín Alemanes y rusos - 1000 años de arte, historia y cultura' en 2012 y Los vikingos' en 2014. Esta última exposición fue creada en colaboración con el Museo Nacional de Dinamarca y el Museo Británico. En 2020, Wemhoff presentó la gran exposición Germanen. Un inventario arqueológico, desarrollada en colaboración con el LVR-Landesmuseum Bonn, en la James-Simon-Galerie y el Neues Museum de Berlín.
En 2012, Wemhoff presentó una serie de dos partes sobre famosos yacimientos arqueológicos de Alemania en el programa ZDF Terra X. Los dos episodios se emitieron bajo el título «Deutschlands Supergrabungen».En agosto de 2014, Wemhoff documentó el desarrollo de la humanidad en diferentes partes del mundo al mismo tiempo en el año cero y el año 1000 en la serie «Viaje en el tiempo». En 2016, se emitieron más episodios (sobre los años 500 y 1500) como continuación de la serie. A esto le siguieron en 2017 otros episodios sobre los años 1000 a. C. y 1800.

## Controversias
La adquisición por parte del Museo Wemhoff de cráneos humanos que datan de la época colonial en África y la investigación que encargó sobre sus orígenes han atraído especialmente la atención del público. La contratación por parte de Wemhoff de la antropóloga Barbara Teßmann, que ha atraído repetidamente la atención de la prensa internacional por sus teorías racistas, ha suscitado duras críticas por parte de un sector del público Las tipologías «raciales» de Teßmann, en particular, suscitaron una repulsa generalizada: «Si nos fijamos en la gente del Mar del Norte, por ejemplo, tienen cráneos largos y estrechos y caras largas y estrechas. Los alpinos tienen la cabeza más bien redonda. Los africanos negros tienen cráneos largos y estrechos, mientras que los chinos, por ejemplo, tienen caras anchas y cortas".

## Escritos seleccionados
Monografías
- Das Damenstift Herford. Die archäologischen Ergebnisse zur Geschichte der Profan- und Sakralbauten seit dem späten 8. Jahrhundert (= Denkmalpflege und Forschung in Westfalen. Vol. 24). 3 volúmenes. Habelt, Bonn 1993, ISBN 3-7749-2611-5.

- con Claudia Melisch Archäologie Berlins. 50 Objekte erzählen 10000 Jahre Geschichte. Elsengold Verlag, Berlín 2015, ISBN 978-3-944594-37-8.

- La arqueología y un complejo acontecimiento histórico del periodo nazi - el hallazgo de la escultura de Berlín. (La arqueología y un complejo acontecimiento histórico del periodo nazi - el hallazgo de la escultura de Berlín). En: Medieval Archaeology in Scandinavia and Beyond. History, trends and tomorrow, ed. Mette Svart Kristiansen, Else Roesdahl y James Graham-Campell, Aarhus 2015, ISBN 978-87-7124-378-9.

- con Michael Malliaris: El palacio de Berlín. Historia y arqueología. Elsengold Verlag, Berlín 2016, ISBN 978-3-944594-58-3.